# 최성실
최성실(본명: 최인실, 1957년 2월 5일 ~ )은 대한민국의 텔레비전 드라마 작가이다.

## 학력
- 서강대학교 신문방송학

## 집필 작품

### 텔레비전 드라마
| 연도      | 제목                 | 방송사 | 유형          | 연출                 | 비고                            |
| --------- | -------------------- | ------ | ------------- | -------------------- | ------------------------------- |
| 2008      | 내 여자              | MBC    | 주말 특별기획 | 이관희               |                                 |
| 2005      | 그 여름의 태풍       | SBS    | 주말극장      | 이관희 황혁          |                                 |
| 2000      | 깁스 가족            | MBC    | 금요          | 이관희               |                                 |
| 1998-1999 | 육남매               | MBC    | 수목→금요     | 이관희               |                                 |
| 1996-1997 | 사랑한다면           | MBC    | 주말          | 이관희               |                                 |
| 1995-1996 | 아파트               | MBC    | 주말          | 이진석               |                                 |
| 1994-1995 | 아들의 여자          | MBC    | 수목          | 이관희               |                                 |
| 1993      | 폭풍의 계절          | MBC    | 수목          | 이관희               |                                 |
| 1992      | 일흔 살과 일곱 살    | MBC    | 특집          | 이진석               |                                 |
| 1990-1994 | 우리들의 천국        | MBC    | 주간단막      | 이진석 최윤석 최이섭 | 정성주와 공동집필               |
| 1990-     | 나의 어머니          | MBC    | 주간단막      | 연출 다수            | 작가 다수                       |
| 1990      | 추억 여행            | MBC    | 특집          | 이진석               |                                 |
| 1990      | 두 권의 일기         | MBC    | 특집          | 이진석               |                                 |
| 1990      | 각시방에 사랑 열렸네 | MBC    | 특집          | 장두익               |                                 |
| 1988-1989 | 또래와 뚜리          | MBC    | 일일          | 김준호 이재갑        | 고영훈과 공동집필 어린이 드라마 |
| 1988      | 푸른계절             | MBC    | 주간단막      | 연출 다수            | 작가 다수                       |

### 도서
- 《우리들의 천국》 전 3권 (햇살, 1991)

## 같이 보기
- 최성실의 텔레비전 드라마 각본 목록